# Сакральная география Казахстана
Сакра́льная геогра́фия Казахста́на — национальный проект Казахстана, включающий проведение археологических и этнокультурных экспедиций по историческим местам страны, научных конференций, разностороннее подробное описание исторических мест и сооружений Казахстана, создание их реестра, 3D-моделей, интерактивных карт, фотогалерей; реставрацию при необходимости, издание энциклопедии «Сакральный Казахстан», книг, путеводителей и так далее.
Проект стартовал в 2017 году, задача по его созданию была поставлена в статье Нурсултана Назарбаева «Взгляд в будущее: модернизация общественного сознания».
Сначала в проект вошли 100 общенациональных сакральных объектов. На 2018 год проект включал описание 642 исторических объектов: городищ, мавзолеев, природных достопримечательностей. На 2019 год — 185 общенациональных объектов наследия и 463 региональных.

## Реализация проекта
На 2020 год, в рамках проекта, на 48 памятниках республиканского значения проведены научно-реставрационные работы. Изданы 3 тома энциклопедии «Сакральный Казахстан».
Реализацией проекта, в частности, занимается созданный при Министерстве культуры и спорта научно-исследовательский центр «Сакральный Казахстан». Объекты, отбираемые в реестр, рассматриваются созданным при этом центре экспертным советом из 25 учёных и 15 общественных деятелей.